# Jasmina Kozina Praprotnik
Jasmina Kozina Praprotnik, strokovna delavka v športu, promotorka zdravega življenjskega sloga in pisateljica, * 4. junij 1976 Novo Mesto.

## Življenje in delo
Jasmina Kozina se je rodila v Novem mestu, junija 1976, staršema Nadi (rojena 1951) in Bogdanu (rojen 1949).
Obiskovala je slovensko osnovno šolo v Portorožu in višje razrede osnovne sole z italijanskim učnim jezikom Cirila Kosmača v Piranu. Sledilo je nadaljevanje izobraževanja na Gimnaziji z italijanskim učnim jezikom Antonio Sema v Portorožu. Po opravljeni maturi leta 1995 je nadaljevala študij na Fakulteti za družbene vede v Ljubljani, smer kulturologija. Naslov diplome je Kulturni, kongresni in promocijski center: Avditorij Portorož, leta 2001. (COBISS)
Sledil je še podiplomski študij socialne antropologije na Fakulteti za podiplomske humanistične študije ISH, Ljubljana. Zaključila ga je z magistrskim delom: Percepcije obmejnosti: pomen Univerze na Primorskem za etnično identiteto tržaških Slovencev, leta 2009. (COBISS)
Tekoče se sporazumeva tudi v italijanščini, angleščini, španščini in seveda v hrvaščini.
Septembra 2010 se je poročila s tekaškim trenerjem Urbanom Praprotnikom. Živita vegansko življenje v Ljubljani. Je mati štirih otrok: Tajde, Oskarja, Sofije in Julija.
Zaposlena je v športnem društvu Urbani tekači. Med drugim je vodja tekaških treningov, organizatorka potovanj, izletov, taborov in pohodov. Je tudi predavateljica o zdravem načinu življenja in vodja delavnic o zdravi prehrani.

## Delo v športu
Jasmina Kozina Praprotnik je voditeljica tekaških treningov v športnem društvu Urbani tekači in tudi sama tekačica na dolge proge. Med drugim je leta 2022 zmagala na 8. Istrskem maratonu. 
Hkrati pa je tudi organizatorka tekaških popotovanj, izletov, taborov in pohodov… Med najbolj znanimi so na primer redni tek v januarju Od meje do meje ob morju (skupaj 44 km) ali pa Tekaško popotovanje iz Ljubljane do Bleda, vsako pomlad (skupaj 62 km teka). Med pohodi pa na primer Peš na morje, iz Ljubljane do Kopra, pohod traja 4 dni, vsako leto, konec junija. 
Leta 2021 je uspešno zaključila izobraževanje pri Atletski zvezi Slovenije: Športno treniranje - strokovni sodelavec 1.
Objavljenih je tudi precej intervjujev z njo::
- Tik pred porodom si želi še na maraton, v časopisu Delo, 2013.
- Jasmina plava in teče med nosečnostjo , 8 mesec, Youtube posnetek, 2013.
- Naša prehrana je energijsko močna, spletni članek Društva Vegan, 2013.
- Jasmina z vozičkom tekla na 21-kilometrski progi, v reviji Ekipa, 2017.
- Jasmina Kozina Praprotnik: Naš sedemletnik zjutraj kilometer in pol teče v šolo, v reviji Ona Plus, 2019.
- Jasmina Kozina Praprotnik: Športno-literarni pogovori Pod lupo, Knjižnica Ivana Tavčarja, Škofja Loka, 2021.